# 横塚蛍
横塚　螢（よこつか ほたる　1990年7月31日 - ）は、栃木県出身のバスケットボール選手である。
日本のプロバスケットボールリーグであるB.LEAGUEの越谷アルファーズに所属
した。
ポジションはポイントガード/シューティングガード。 

## 経歴
小学生の時にミニバスの監督をしていた教員の勧めでバスケットボールをはじめる。
地元中学校を卒業後に県内屈指の強豪校である宇都宮工業高校へ進学。恩師千村隆監督の下で2年生の時からベンチメンバーに入りインターハイ、国体、ウインターカップへ出場した。 
高校卒業後、白鷗大学へ進学。 強化スポーツ部のため他の選手が寮生活をおくる中、市内の自宅からバイク通学しながらも主力選手として活躍をし、2012年の4年生時には関東大学バスケットボール2部リーグ優勝。日本大学との入替戦に勝利して男子バスケットボール部を創部以来初の1部リーグへと押し上げた。
2013年越谷アルファーズの前身である大塚商会アルファーズへ入部。JBL2→NBDLと移行。2015年ジャパン・プロフェッショナル・バスケットボールリーグ設立のリーグ編成時に企業母体であった事もありB3.LEAGUEに振り分けられるが、埼玉県越谷市をホームタウンにして法人化した越谷アルファーズが2018－19シーズンに東京八王子トレインズ
との入替戦を制し昇格。現在はB2.LEAGUEでプレーを続ける。

母校のバスケットボール部が横断幕に掲げる「常に全力真向勝負」を現在も信条としている。